# Victor Victoria
(Toddy convince Victoria della fattibilità del trucco)
Victor Victoria è un film del 1982 diretto da Blake Edwards.
Il film è tratto da una vecchia pellicola del 1934 prodotta in Germania dall'UFA, il cui soggetto è stato scritto da Hans Hömsburg, diretto da Reinhold Schünzel e interpretato da Renate Müller, celebre attrice tedesca del tempo, con Hermann Thimig e Adolf Wohlbruck. Da notare che in Germania fu realizzato un altro remake di questa fortunata opera.
Il film ha ricevuto sette candidature ai Premi Oscar 1983 e ha vinto il premio per la migliore colonna sonora (adattamento con canzoni originali). Nel 2000 l'American Film Institute l'ha inserito al 76º posto della classifica delle cento migliori commedie americane di tutti i tempi.

## Trama
Parigi, 1934. La soprano senza lavoro Victoria Grant si lascia convincere dall'intrattenitore Toddy, un uomo gay che riesce a mettersi sempre nei guai, a vestire i panni del conte polacco Victor Grazinski che recita e canta en travesti per ottenere finalmente una scrittura e non morire di fame.
Con il suo Mi naturale, l'estensione vocale, l'apparente virilità in abiti maschili e la determinazione, Victoria riesce a convincere tutti di essere "un uomo che finge di essere una donna", e ottiene un incredibile successo. Tutti meno il gangster americano King Marchand che, attratto in maniera imbarazzante da Victor, è convinto che sia una donna che si traveste e dà inizio a una sequela di gag e trabocchetti per farla venire allo scoperto, grazie anche all'aiuto della sua fidata guardia del corpo Squash, che dopo aver visto King con Victor a letto rivela di essere anch'egli gay, spiazzando il capo.
Ma con la relazione iniziano anche i guai: Norma, l'amante di King, ritorna a Chicago arrabbiatissima e rivela al suo socio che King è gay; questi arriva a Parigi e lo mette alle strette perché gli venda la sua metà dell'"attività", ma Victoria rivela la sua identità a Norma. Squash intanto ha una breve relazione con Toddy, e nel frattempo l'ex capo di Toddy fa seguire Victor da un investigatore privato, Charles Bovin, per avere la certezza che si tratta della stessa soprano che ha fatto un provino da lui, rivelare la sua vera identità e accusare Toddy e Victoria di essere due truffatori, e farla pagare al suo ex intrattenitore di avergli sfasciato il locale per una rissa da lui provocata.
King non riesce a stare vicino a Victor/Victoria perché sente la sua virilità messa in dubbio e Victoria non vuole saperne di ritornare a essere nessuno e a essere costretta a mettere gli scarafaggi nelle insalate per non pagare il conto al ristorante. Decidono di lasciarsi, ma scoperto il trabocchetto tesogli dall'ex capo di Toddy, decidono di chiudere in bellezza la carriera di Victor, lasciando a Toddy l'ultimo, esilarante numero "en travesti", con lui che finge di "essere una donna, che finge di essere un uomo, che finge di essere una donna".

## Produzione
Questo film è  basato sul precedente film tedesco Viktor und Viktoria (1933), che esiste anche in una versione linguistica alternativa come Georges et Georgette (1934). L'anno dopo venne realizzata la prima versione in inglese, First a Girl; quindi un'altra versione, Vittorio e Vittoria (1957). Per preparare la sua parte, Julie Andrews ha visionato il film del 1933, che divenne in seguito la base di un musical di successo di Broadway con la stessa Andrews, diretta dal marito Blake Edwards. La versione musicale di Broadway è stata poi flimata per la televisione, Victor/Victoria (1995), sempre con la coppia Andrews-Edwards.
Poiché venne girato interamente presso i Pinewood Studios nel Regno Unito, il budget è cresciuto a dismisura, in parte a causa di costosi set, in particolare il night-club, le lussuose camere d'albergo in stile Art Deco, le scene esterne di Parigi e gli uffici degli agenti.
Il film era stato pianificato già nel 1978, con Julie Andrews protagonista insieme a Peter Sellers, che però morì nel 1980, mentre Andrews e Blake Edwards stavano girando S.O.B. (1981). Robert Preston venne quindi scelto per il ruolo di Toddy. Edwards dichiarò di aver steso la sceneggiatura in un solo mese. Dick Bush rimpiazzò Ernest Day nella direzione della fotografia. La Lorimar doveva originariamente produrre il film, ma rinunciò dopo aver scoperto che sarebbe costato almeno 20 milioni di dollari; cedette così i diritti alla M.G.M.
La pellicola rappresenta una delle nove collaborazioni della Andrews con il marito Edwards; le altre sono state: i film Operazione Crêpes Suzette (1970), Il seme del tamarindo (1974), 10 (1979), S.O.B. (1981), I miei problemi con le donne (1983), Così è la vita (1986), il film televisivo Victor Victoria (1995) e la Victor Victoria a Broadway.
Fu il secondo di tre film che Julie Andrews e James Garner hanno fatto insieme; il primo fu Tempo di guerra, tempo d'amore (1964), l'ultimo il film televisivo Tutta colpa della neve (1999). Secondo film di Preston, diretto da Edwards, il primo fu S.O.B. (1981). Fu inoltre il primo dei due film di Garner diretti da Edwards: l'altro era Intrigo a Hollywood (1988). Julie Andrews e John Rhys-Davies appariranno nuovamente insieme nel film Principe azzurro cercasi (2004). Alex Karras prima di diventare attore è stato un giocatore professionista di football americano (ha giocato nei Detroit Lions). Robert Preston ebbe la sua unica nomination all'Oscar.
Le voci secondo le quali Tom Selleck era stato preso in considerazione per interpretare il ruolo di King Marchand sono state negate da Blake Edwards, che ha insistito sul fatto che la sua prima e unica scelta per quel ruolo era James Garner. Fu il secondo film consecutivo dove Julie Andrews suscitò polemiche, in relazione alla sessualità; il precedente fu S.O.B. (1981), dove la Andrews era apparsa in topless.
Il musical di Broadway "Victor Victoria", basato sul film, esordì al Marquis Theatre il 25 ottobre 1995 con 734 repliche; Liza Minnelli sostituì Julie Andrews, mentre era in vacanza, e Raquel Welch prese il posto di lei, quando lasciò lo spettacolo. A Lesley Ann Warren venne offerto il ruolo di Norma Cassidy, durante le repliche con Julie Andrews, ma rifiutò a causa di altri impegni.
In questo film, Victoria chiede a King di prometterle di non mantenere segreti, di non serbare rancore, che non pianificheranno domani, e che prenderanno le cose un giorno alla volta. Questa conversazione è basata sui fattori reali che Julie Andrews e Blake Edwards hanno attribuito al loro matrimonio lungo e di successo. Edwards e la Andrews sono stati sposati dal 1969 fino alla morte del regista, avvenuta nel 2010.
Il giovane che dice che Victor è "divino" durante le prove è Geoffrey Edwards, il figlio di Blake e figliastro di Julie Andrews. Come il suo personaggio, anche Julie Andrews è davvero terrorizzata dagli scarafaggi. Durante la sequenza delle prove "Le Jazz Hot", il coreografo, che sembra aiutare Victor a correre attraverso i gradini, è in realtà il coreografo Paddy Stone; Stone apparirà anche, non accreditato, come il diavolo nella surreale scena del "Night Wind Goes To Hell" in S.O.B. (1981). Robert Preston fece il numero musicale finale in una sola ripresa, il che spiega perché era così chiaramente senza fiato, fisicamente stressato e sudato durante la seconda metà del numero.

## Riprese
Le riprese sono state effettuate tutte in Inghilterra, nei celeberrimi studi di Pinewood, vicino a Londra. Tutta la ricostruzione della Parigi degli anni trenta (hotel, bar, studi, locali per omosessuali, palestre, bagni turchi, stradicciole, ristoranti ecc.) è quindi rigorosamente londinese. In particolare sono stati occupati 15 studi e "costruite" due strade, di cui una lunga più di 120 metri.

## Riconoscimenti
- 1983 - Premio Oscar
  - Miglior colonna sonora a Henry Mancini e Leslie Bricusse
  - Candidatura Miglior attrice protagonista a Julie Andrews
  - Candidatura Miglior attore non protagonista a Robert Preston
  - Candidatura Miglior attrice non protagonista a Lesley Ann Warren
  - Candidatura Migliore sceneggiatura non originale a Blake Edwards
  - Candidatura Migliore scenografia a Rodger Maus, Tim Hutchinson, William Craig Smith e Harry Cordwell
  - Candidatura Migliori costumi a Patricia Norris
- 1983 - Golden Globe
  - Miglior attrice in un film commedia o musicale a Julie Andrews
  - Candidatura Miglior film commedia o musicale
  - Candidatura Miglior attore in un film commedia o musicale a Robert Preston
  - Candidatura Miglior attrice non protagonista a Lesley Ann Warren
  - Candidatura Miglior colonna sonora a Henry Mancini
- 1983 - Premio César
  - Miglior film straniero a Blake Edwards
- 1983 - David di Donatello
  - Miglior attrice straniera a Julie Andrews
  - Migliore sceneggiatura straniera a Blake Edwards
  - Candidatura Migliore film straniero
  - Candidatura Migliore regista straniero a Blake Edwards
- 1983 - Kansas City Film Critics Circle Award
  - Miglior attrice protagonista a Julie Andrews
- 1982 - National Board of Review Award
  - Miglior attore non protagonista a Robert Preston
- 1983 - New York Film Critics Circle Award
  - Candidatura Miglior attore non protagonista a Robert Preston
  - Candidatura Miglior attrice non protagonista a Lesley Ann Warren
- 1983 - Grammy Award
  - Candidatura Miglior album della colonna sonora a Henry Mancini e Leslie Bricusse
- 1982 - British Society of Cinematographers
  - Candidatura Miglior fotografia a Dick Bush
- 1983 - Golden Reel Award
  - Miglior montaggio sonoro in un film straniero (Dialoghi)
- 1983 - Sant Jordi Awards
  - Miglior film straniero a Blake Edwards
  - Miglior interpretazione in un film straniero a Robert Preston
  - Candidatura Miglior interpretazione in un film straniero a Julie Andrews
- 1983 - Writers Guild of America
  - Migliore sceneggiatura comica non originale a Blake Edwards
- 1983 - Turkish Film Critics Association Awards
  - Candidatura Miglior film straniero